# 31 decembrie
ianuarie • februarie • martie  • aprilie  • mai  • iunie  • iulie  • august  • septembrie  • octombrie  • noiembrie  • decembrie
31 decembrie este a 365-a zi a calendarului gregorian și a 366-a zi în anii bisecți, ultima zi a anului.

## Evenimente

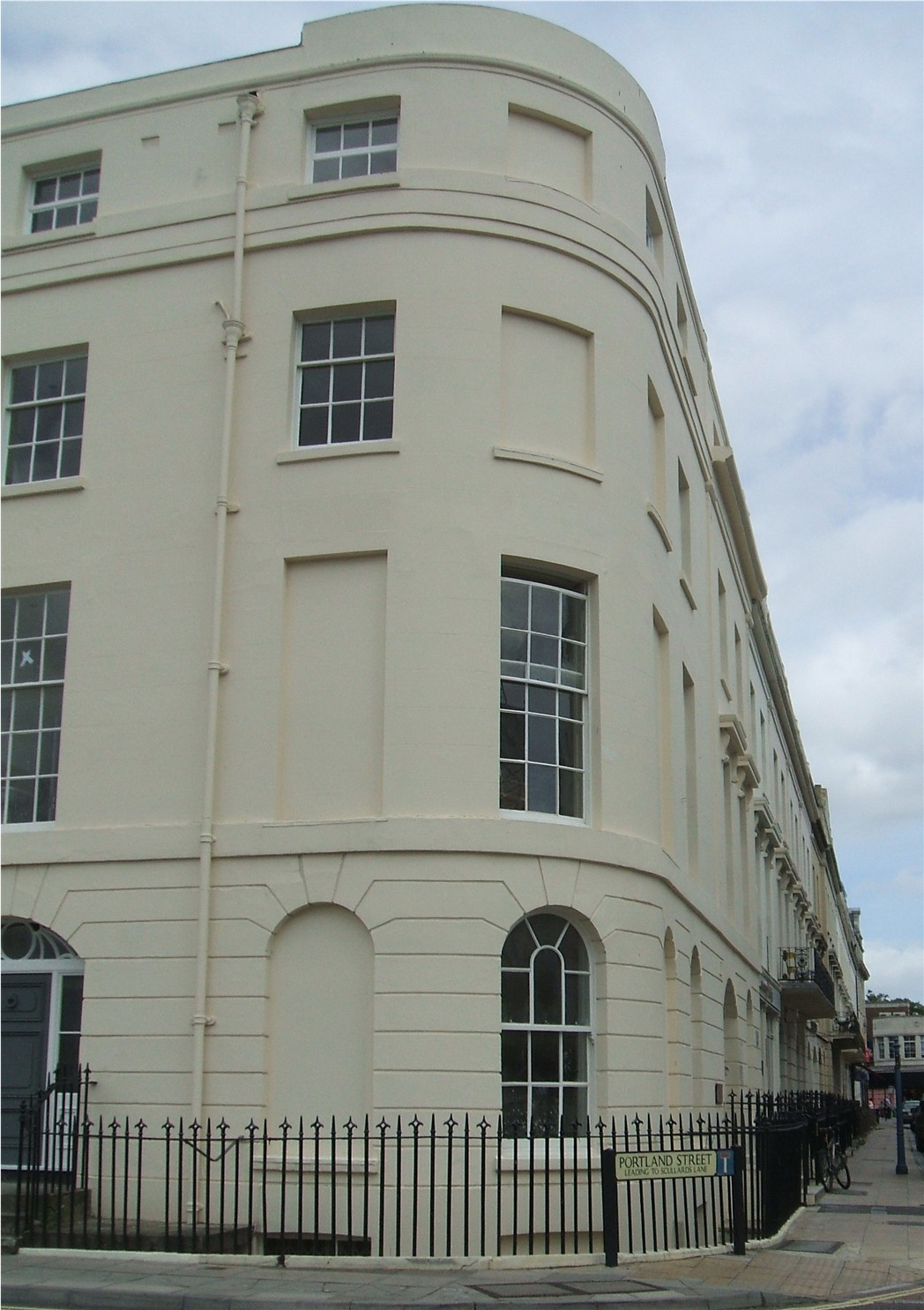
1695: În Anglia regelui William al III-lea se introduce impozitul pe ferestre, pe care populația învață repede cum să-l ocolească: pur și simplu se zidesc ferestrele cu cărămizi. De precizat că fiscul ia în calcul pentru plată numai geamurile dinspre stradă. Proprietarii se vor adapta situației, folosind la maximum curțile interioare și grădinile. Taxa pe ochiul de geam a fost abrogată în 1851.

- 0192: Împăratul Commodus este asasinat; Pertinax este proclamat împărat.
- 1660: Iacob al II-lea al Angliei este numit Duce de Normandia de Ludovic al XIV-lea al Franței.
- 1695: În Anglia regelui William al III-lea se introduce impozitul pe ferestre, pe care populația învață repede cum să-l ocolească: pur și simplu se zidesc ferestrele cu cărămizi. De precizat că fiscul ia în calcul pentru plată numai geamurile dinspre stradă. Proprietarii se vor adapta situației, folosind la maximum curțile interioare și grădinile. Taxa pe ochiul de geam a fost abrogată în 1851.
- 1757: Împărăteasa Elisabeta I a Rusiei emite ucazul prin care incorporează Königsbergul în Rusia.
- 1775: În timpul războiului de independență al SUA, în bătălia de la Quebec, forțele britanice au respins un atac al Armatei Continentale, capturând orașul Quebec City și obținând susținerea canadienilor francofoni.
- 1805: Ultima zi de valabilitate a calendarului Revoluției Franceze.
- 1852: Inaugurarea Teatrului Național din București.
- 1857: Regina Victoria a ales Ottawa, pe atunci un mic oraș de exploatare, drept capitală a Canadei.
- 1879: Thomas Edison a făcut prima demonstrație publică a modului de funcționare a primei lămpi electrice.
- 1907: Prima dată când sărbătorirea Ajunului Anului Nou se desfășoară în Times Square (cunoscută atunci drept Longacre Square) din Manhattan.
- 1916: Are loc cel mai grav accident feroviar din România - Catastrofa feroviară de la Ciurea - soldată cu peste 1000 de morți.
- 1925: Consiliul de Coroană a ratificat renunțarea prințului Carol al II–lea la succesiunea tronului în favoarea fiului său, Mihai de Hohenzollern. Carol al II–lea s–a stabilit în Franța, sub numele de Carol Caraiman.
- 1936: A fost descoperit cortizonul de către biochimistul american John Cowdery Kendall (Premiul Nobel pentru Chimie, 1962).
- 1938: Celebrul test cu fiolă, efectuat pentru depistarea șoferilor aflați în stare de ebrietate, a fost introdus, pentru prima dată, în Indianapolis (SUA).
- 1944: Al Doilea Război Mondial: Ungaria declară război Germaniei naziste.
- 1946: Președintele SUA, Harry Truman declară oficial sfârșitul celui de–al Doilea Război Mondial.
- 1955: General Motors devine prima corporație din Statele Unite care produce peste 1 miliard $ într-un an.
- 1956: Oficial, TVR transmite, prima emisiune de televiziune din România.
- 1983: În Nigeria o lovitură de stat condusă de generalul maior Muhammadu Buhari sfârșește a Doua Republică Nigeriană.
- 1989: Este abolită pedeapsa cu moartea pe teritoriul României.
- 1991: Uniunea Sovietică este dizolvată în mod oficial.
- 1992: Cehoslovacia se dizolvă. Rezultatul este formarea a două state independente: Republica Cehă, cu capitala la Praga și Slovacia cu capitala la Bratislava.
- 1999: Președintele Federației Ruse, Boris Elțin, a demisionat și l-a numit pe Vladimir Putin ca președinte interimar.
- 2004: Inaugurarea clădirii Taipei 101, cea mai înaltă clădire din lume la acea vreme, având o înălțime de 509 metri.
- 2008: Televiziunea Română, lansează oficial pe 31 decembrie, este lansat, efemer, canalul de informație "TVR Info". Ulterior, formatul programului este schimbat într-unul de știri, intrând, astfel, în concurență cu canalele particulare din domeniu, mult contestate din punct de vedere deontologic și în materie de obiectivitate.
- 2020: Programul software, Adobe Flash Player, a încetat să mai funcționeze.

## Nașteri
- 1378: Papa Calixt al III-lea, primul papă spaniol al Romei (d. 1458)
- 1572: Împăratul Go-Yōzei al Japoniei (d. 1617)
- 1586: Magdalene Sibylle a Prusiei, soția Electorului Johann Georg I de Saxonia  (d. 1659)
- 1617: Bartolomé Esteban Murillo, pictor spaniol (d. 1682)
- 1720: Charles Edward Stuart, pretendent la tronul Angliei, Scoției și Irlandei (d. 1788)
- 1741: Prințesa Isabella Maria de Parma (d. 1763)
- 1842: Iacob Negruzzi, scriitor român (d. 1932)
- 1844: Ricardo Balaca, pictor spaniol (d. 1880)
- 1849: Kornél Ábrányi (fiul), romancier, poet și jurnalist maghiar (d. 1913)
- 1850: Emil Ábrányi, poet, jurnalist, traducător și politician maghiar (d. 1920)

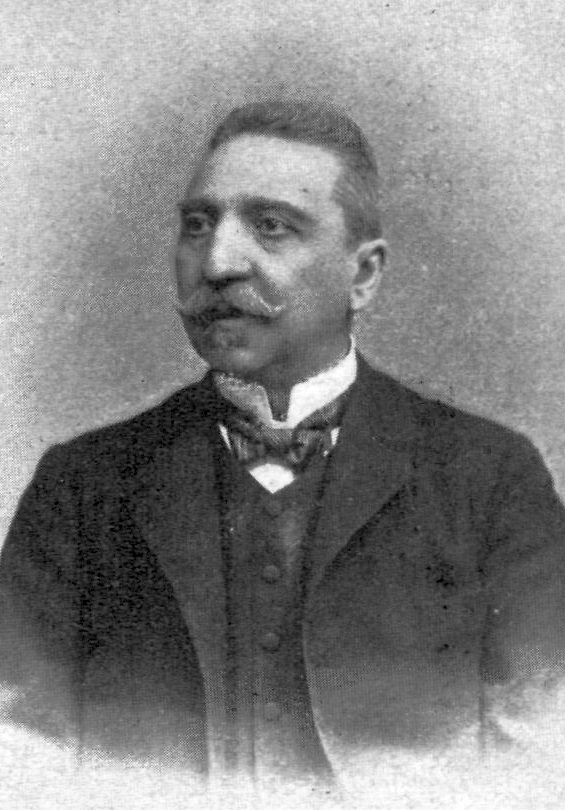
Iacob Negruzzi, scriitor român
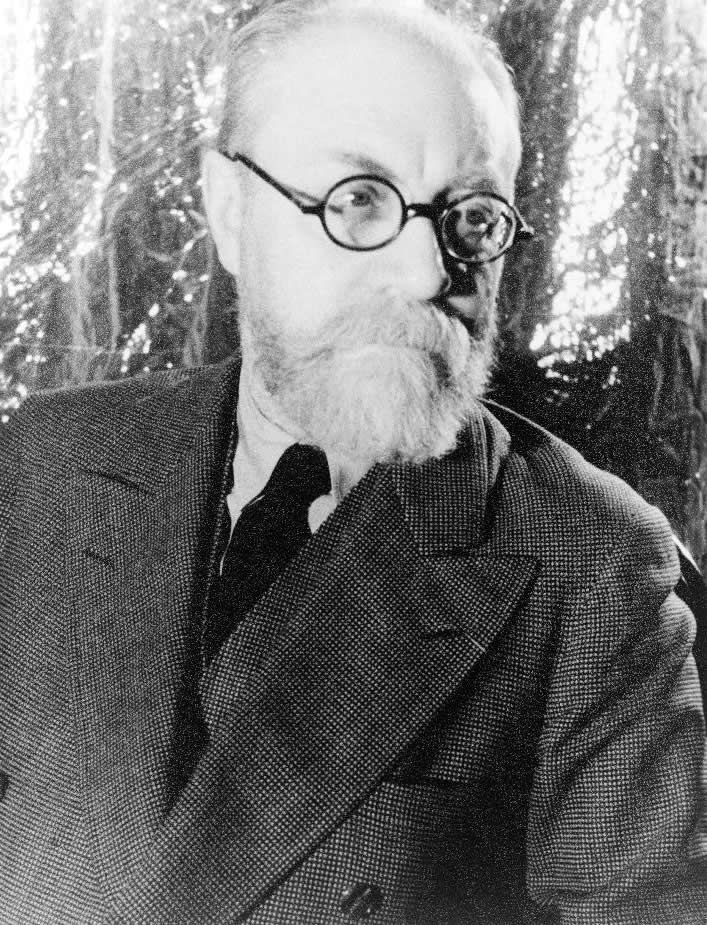
Henri Matisse, pictor francez
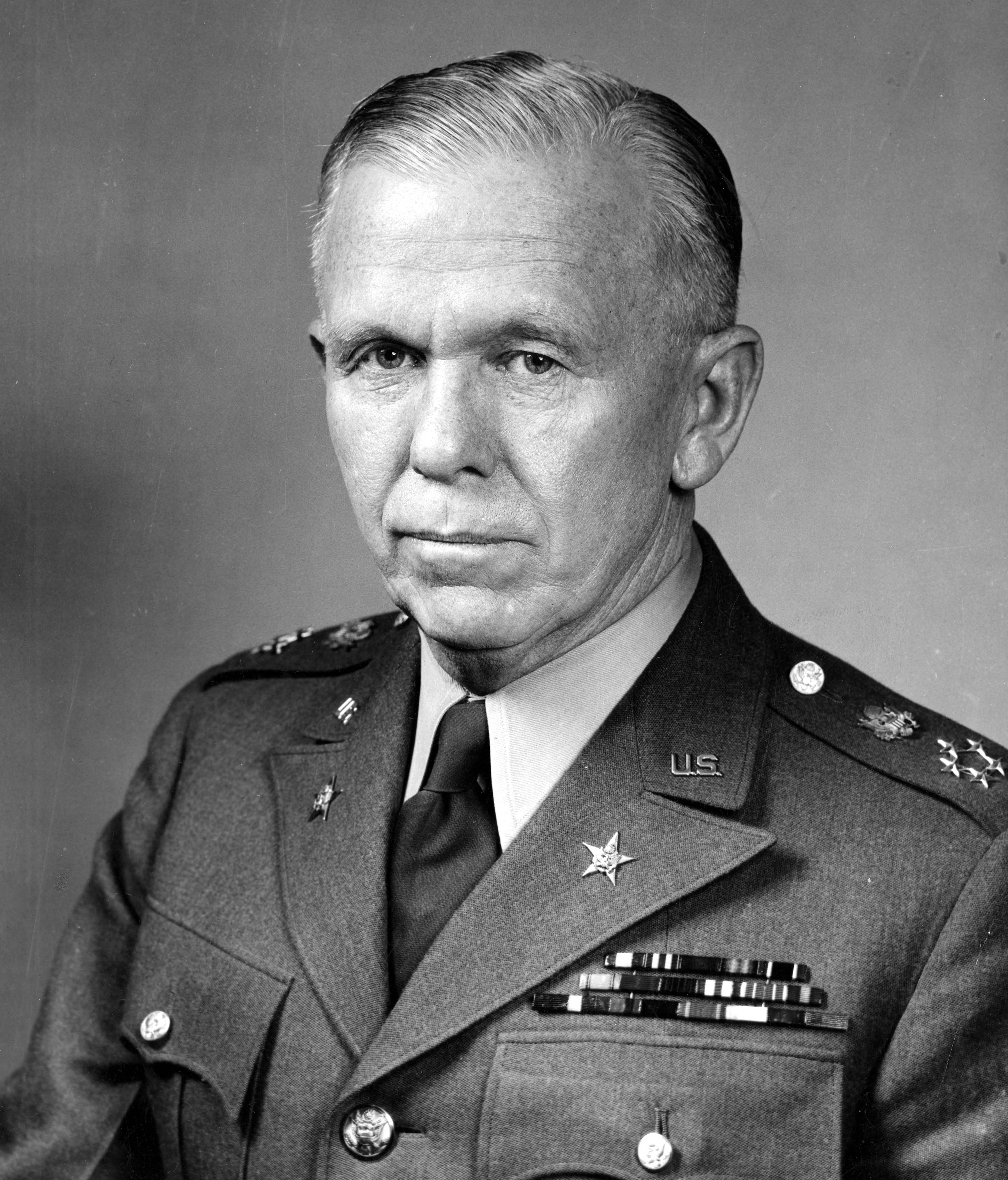
George Marshall, lider militar american, laureat Nobel

- 1856: Wojciech Kossak, pictor polonez (d. 1942)
- 1858: Enea Hodoș, folclorist și scriitor român (d. 1945)
- 1860: Louis Blanc, arhitect elvețian,  proiectantul mai multor clădiri din București (d. 1903)
- 1861: René-Xavier Prinet, pictor francez (d. 1946)
- 1869: Henri Matisse, pictor, sculptor și desenator francez, inițiatorul fovismului (d. 1954)
- 1869: Constantin Hamangiu, jurist român (d. 1932)
- 1877: István Auer, scriitor, poet și traducător maghiar (d.1938)
- 1880: George Marshall, laureat al Premiului Nobel pentru pace pe anul 1953 pentru Planul Marshall (d. 1959)
- 1885: Prințesa Victoria Adelaide de Schleswig-Holstein (d. 1970)
- 1892: Milița Petrașcu, artistă plastică, sculptoriță și portretistă română (d. 1976)
- 1893: Friedrich Christian, Margraf de Meissen, Șeful Casei Regale de Saxonia (d. 1968)
- 1894: Alexandru Marcu, filolog și om politic român (d. 1955)
- 1903: Ilarie Voronca, poet român (d. 1946)
- 1905: Tadeusz Breza, romancier polonez (d. 1970)
- 1906: Charles Lederer, scenarist american (d. 1976)
- 1908: Simon Wiesenthal, supraviețuitor austriac al holocaustului și denunțător al acestuia (d. 2005)
- 1915: Nell Cobar, regizor de filme de animație și caricaturist român (d. 1993)
- 1935: Salman bin Abdulaziz al Saud, regele Arabiei Saudite (2015-prezent)
- 1937: Anthony Hopkins, actor englez

Milița Petrașcu, artistă plastică română
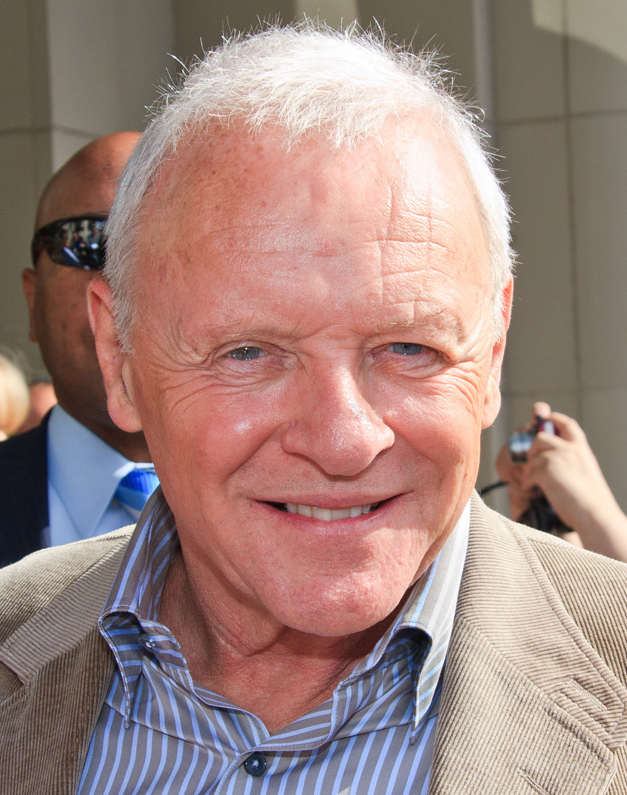
Anthony Hopkins, actor galez
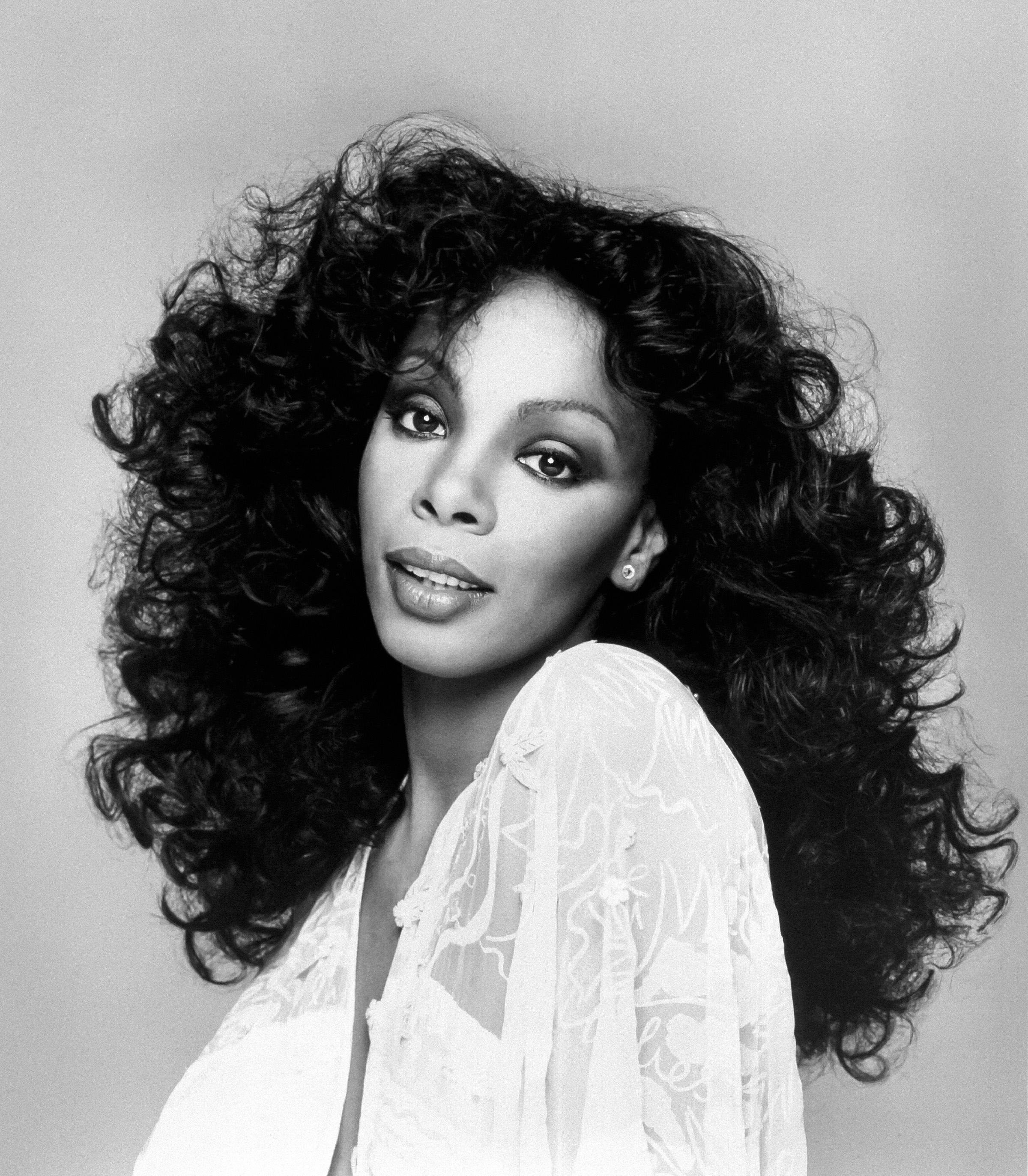
Donna Summer, cântăreață pop americană

- 1941: Alex Ferguson, antrenor scoțian de fotbal
- 1942: Andy Summers, chitarist și compozitor englez (The Police)
- 1943: Ben Kingsley, actor britanic
- 1943: John Denver, cântăreț și compozitor american de muzică country și folk (d. 1997)
- 1945: Leonard Adleman, informatician american, coautor al algoritmului RSA
- 1948: Donna Summer, cântăreață pop americană
- 1959: Val Kilmer, actor american (d. 2025)
- 1969: Duma Boko, politician și avocat din Botswana, al șaselea președinte al Botswanei
- 1972: Grégory Coupet, fotbalist francez (portar)
- 1974: Tony Kanaan, pilot brazilian
- 1977: Donald Trump Jr., afacerist american
- 1982: Angélico Vieira, actor și cântăreț portughez (d. 2011)
- 1990: Patrick Chan, patinator canadian, triplu campion mondial

## Decese
- 0192: Commodus, împărat roman (n. 161)
- 0335: Papa Silvestru I, papă în timpul lui Constantin cel Mare
- 1384: John Wycliff, teolog englez (n. ca. 1320)
- 1510: Bianca Maria Sforza, împărăteasă a Sfântului Imperiu Roman (n. 1472)
- 1659: János Apáczai Csere, învățat maghiar din Transilvania (n. 1625)
- 1679: Giovanni Alfonso Borelli, fizician italian (n. 1608)

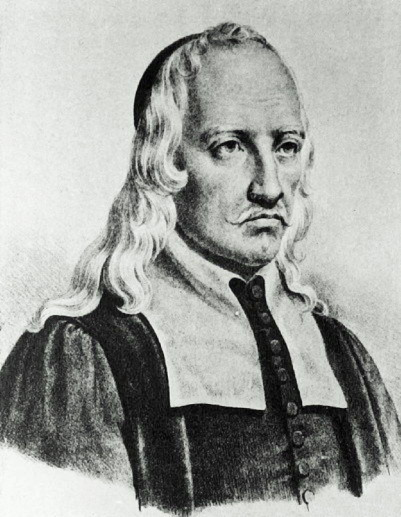
Giovanni Alfonso Borelli, fizician italian
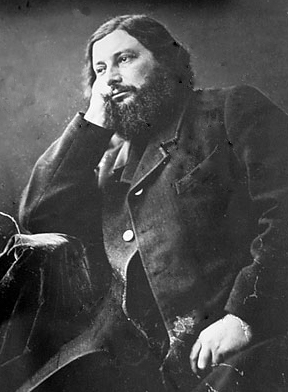
Gustave Courbet, pictor francez
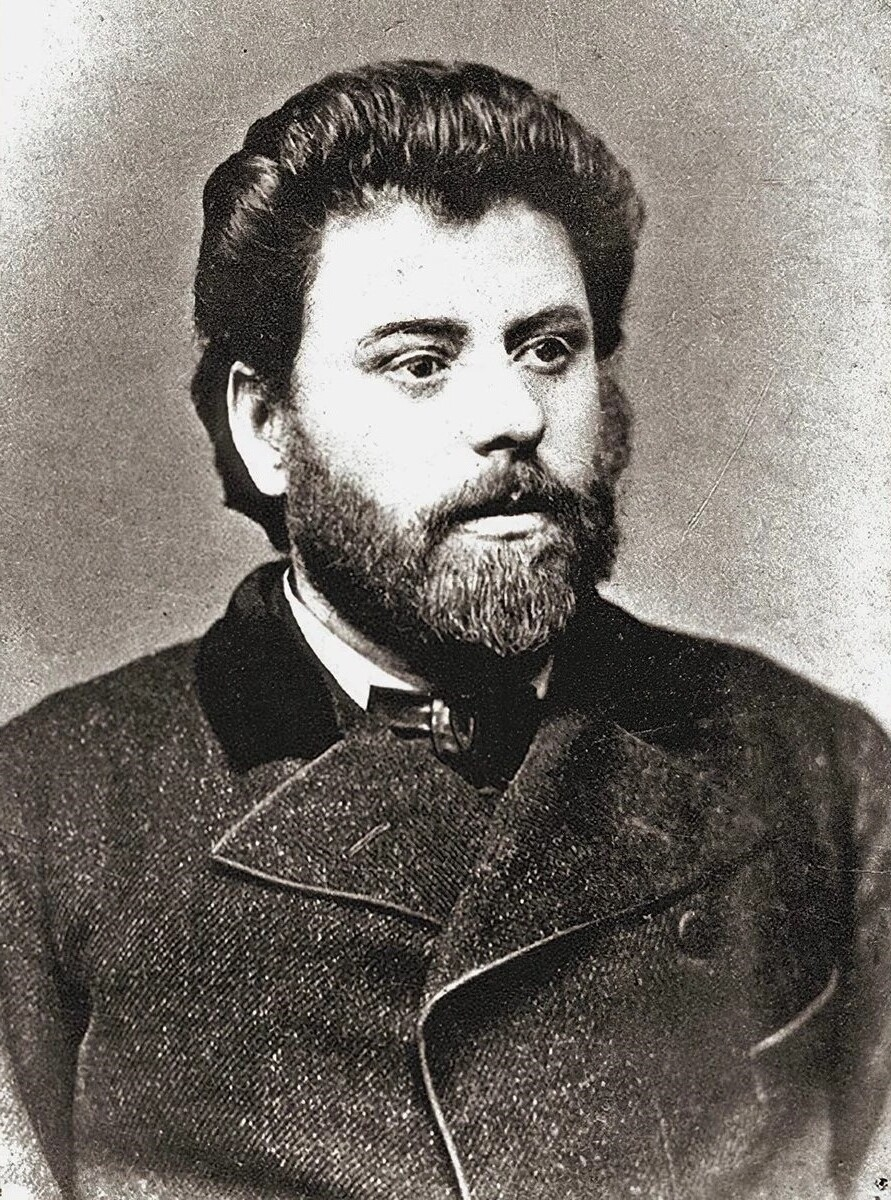
Ion Creangă, scriitor român

- 1705: Ecaterina de Braganza, soția regelui Carol al II-lea al Angliei (n. 1638)
- 1719: John Flamsteed, astronom englez, care a pus bazele Observatorului Regal din Greenwich (n. 1646)
- 1882: Leon Gambetta, unul dintre fondatorii celei de a treia Republici Franceze (1875)  (n. 1830)
- 1877: Gustave Courbet, pictor, desenator și litograf francez (n. 1819)
- 1889: Ion Creangă, scriitor român (n. 1839)
- 1905: Aleksandr Popov, fizician și inventator rus (n. 1859)
- 1924: Tomioka Tessai, pictor japonez (n. 1837)
- 1931: Iacov Antonovici, episcop ortodox român (n. 1856)
- 1936: Miguel de Unamuno, scriitor și filosof spaniol (n. 1864)
- 1940: Arsène d'Arsonval, medic, fizician și inventator francez (n. 1851)
- 1949: Josef Maria Auchentaller, pictor și gravor austriac (n. 1865)
- 1950: Charles Koechlin, compozitor francez (n. 1867)
- 1950: Karl Renner,  om politic austriac (n. 1870)
- 1956: Eugen Herovanu, scriitor și om politic român (n. 1874)
- 1968: Sabin Drăgoi, compozitor și folclorist român (n. 1894)
- 1980: Raoul Walsh, actor și regizor american (n. 1887)
- 1981: Constantin Rădulescu, fotbalist român (n. 1896)
- 1985: Nicolae Kirculescu, compozitor român (n. 1903)
- 1988: Arnold Hauser, scriitor german din România (n. 1929)
- 1998: George Șerban, ziarist și om politic român (n. 1954)
- 2006: Dorimedont Cecan, episcop ortodox din Republica Moldova (n. 1961)
- 2009: Justin Keating, politician irlandez (n. 1930)
- 2010: Per Oscarsson, actor suedez (n. 1927)
- 2015: Wayne Rogers, actor american de film și TV (n. 1933)
- 2016: Dimitri Romanov, prinț, bancher, filantrop și autor rus (n. 1926)
- 2018: Mark Killilea Jr., om politic irlandez (n. 1939)
- 2019: Ratko Janev, fizician atomist iugoslav și sârb (n. 1939)
- 2020: Robert Hossein, actor, scenarist și regizor francez de teatru și film (n. 1927)
- 2020: Constantin Bosânceanu, fotbalist român (n. 1966)
- 2021: Betty White, actriță americană (n. 1922)
- 2022: Joseph Ratzinger, teolog german, din 2005 papă al Romei, sub numele de Benedict al XVI-lea (n. 1927)

## Sărbători
- Sfântul Silvestru I, papă și Sf. Melania Romana (calendar ortodox și romano-catolic)
- Ajunul Anului Nou